# Americorophium setosum
Americorophium setosum is een vlokreeftensoort uit de familie van de Corophiidae. De wetenschappelijke naam van de soort is voor het eerst geldig gepubliceerd in 1949 door Clarence Raymond Shoemaker.